# Gerrit de Slak
Gerrit is een fictieve slak uit de animatieserie SpongeBob SquarePants. In de originele versie is Gerrit als "Gary the Snail" bekend.
Gerrit is het huisdier van Spongebob. Hij is een blauwe zeeslak met een roze huisje, die vaak slimmer overkomt dan Spongebob zelf. Gerrit lijkt qua gedrag echter meer op een huiskat, vooral omdat hij het geluid maakt van een kat. Hij heeft een hekel aan in bad gaan en Octo Tentakel. Gerrit slaapt op een krant naast het bed van SpongeBob.

## Trivia
- Gerrit is familie van Patrick Ster. Ze hebben dezelfde voorouders.
- Gerrit krijgt in de serie concurrentie van Larry de slak, vanaf de aflevering "Gedumpt": Larry is een verdwaalde zeeslak met een slechte mentaliteit, die SpongeBob van het asiel koopt nadat Gerrit had gekozen om bij Patrick te gaan wonen en Rex was weggelopen.